# Centesimo

Ein Centesimo – 1852, Kaiserreich Österreich

Der Centesimo (italienisch, Plural Centesimi, Abkürzung in der Schweiz ct. (Art. 1 MünzV), ansonsten Cent. oder Cnt.) oder Centésimo (spanisch, Plural Centésimos, Abkürzung c bzw. cts) ist die Hundertstel-Untereinheit von verschiedenen Währungen im italienisch- und spanischsprachigen Raum.

## Im italienischsprachigen Raum
Mit den Eroberungsfeldzügen Napoleons kam auch das französische Münzsystem nach Italien. Abgeleitet vom französischen Centime wurde der Centesimo als Kleinmünze in den napoleonisch beherrschten italienischen Staaten verwendet und blieb auch über diese Herrschaft hinaus in Gebrauch. 1861 wurde der Centesimo Untereinheit der ersten gesamtitalienischen Währung, der Lira. Nach dem Zweiten Weltkrieg verlor die Lira stark an Wert und es wurden keine Centesimo-Münzen mehr geprägt. 2002, mit der Einführung des Eurobargeldes, verschwand der Centesimo auch offiziell; der Eurocent wird in Italien „Centesimo“ genannt.
Der Vatikan und San Marino waren in einer Währungsunion mit Italien verbunden und kannten bis 2001 ebenfalls den Centesimo (der ebenfalls nach dem Zweiten Weltkrieg nicht mehr geprägt wurde).
„Centesimo“ ist die offizielle italienische Bezeichnung für den Rappen als Untereinheit des Schweizer Frankens.
Der Somalia-Schilling ist in 100 Centesimi oder Senti unterteilt. Bis 1967 lautete die Währungsbezeichnung auf Münzen „Centesimo“; spätere Ausgaben sind mit „Senti“ beschriftet. Die Bezeichnung geht auf den Einfluss Italiens zurück.
Italienisch-Somaliland war von 1888 bis 1941/1947 eine italienische Kolonie und 1950–1960 UNO-Treuhandgebiet.

## Im spanischsprachigen Raum
Der uruguayische Peso und der panamaische Balboa sind in 100 Centésimos unterteilt, ebenso der von 1960 bis 1975 existierende chilenische Escudo.